# بواء الشجر الاستوائية
بواء الشجر الاستوائية أو كورالوس (الاسم العلمي: Corallus)، جنس من البواءات موجودة في أمريكا الوسطى وأمريكا الجنوبية وجزر الهند الغربية. هناك تسعة أنواع معترف بها منذ عام 2017.